# 高橋智香
高橋 智香（たかはし ちか、1997年4月2日 - ）は、愛知県出身の女子競輪選手。日本競輪選手会愛知支部所属、ホームバンクは豊橋競輪場。日本競輪学校（当時。以下、競輪学校）第112期生。師匠は島野浩司（62期）。

## 経歴
幼い頃は水泳と陸上競技をしていた。桜丘高等学校入学後は自転車部に入部、2014年インターハイではケイリン種目2位、500mタイムトライアル7位という実績を残した。その後、豊橋競輪主催のガールズケイリン育成プロジェクトに参加、プロ競輪選手を目指すこととなった。
2016年1月14日、競輪学校第112回技能試験に合格。在校競走成績は14位（2勝）。
2017年7月9日、松戸競輪場でデビューし6着。初勝利は2018年1月3日の伊東温泉競輪場、初優勝は2020年11月23日の大垣競輪場で挙げた。